# 574e Volksgrenadierdivisie
De 574e Volksgrenadierdivisie (Duits: 574. Volksgrenadier-Division) was een Duitse infanteriedivisie tijdens de Tweede Wereldoorlog. De divisie werd opgericht en alweer opgeheven voor de oprichting compleet en afgesloten was.

## Geschiedenis
De 574e Volksgrenadierdivisie werd opgericht op 25 augustus 1944 in Hongarije in Wehrkreis XVII als onderdeel van de 32. Welle uit resten van de vernietigde 277e Infanteriedivisie. Echter, alvorens de oprichting afgesloten was, werd de divisie al op 4 september 1944 omgedoopt in de 277e Volksgrenadierdivisie. 

## Commandanten
| Rang   | Naam           | Begin            | Eind             |
| ------ | -------------- | ---------------- | ---------------- |
| Oberst | Wilhelm Viebig | 25 augustus 1944 | 4 september 1944 |

## Samenstelling
- Grenadier-Regiment 1180
- Grenadier-Regiment 1181
- Grenadier-Regiment 1182
- Artillerie-Regiment 1574
- Divisie-eenheden 1574